# Французская сюита (фильм)
«Французская сюита» (фр. Suite Française) — фильм 2015 года режиссёра Сола Дибба. Сценарий основан на одноимённом романе Ирины Немировской. Фильм вышел в прокат в Великобритании 13 марта 2015 года.

## Сюжет
1940 год. Люсиль живёт со своей свекровью в небольшом городке Бюсси во Франции, дожидаясь вестей о своём муже. Город оккупируют немецкие солдаты и заселяются в дома местных жителей. Поначалу Люсиль пытается игнорировать остановившегося у них командира Бруно фон Фалька, но затем влюбляется в него.

## В ролях
- Мишель Уильямс — Люсиль Анжелье
- Маттиас Схунартс — Бруно фон Фальк
- Кристин Скотт Томас — мадам Анжелье
- Марго Робби — Селин
- Рут Уилсон — Мадлен
- Сэм Райли — Бенуа
- Ламбер Вильсон — Виконт де Мормон
- Том Шиллинг — Боннет
- Айлин Эткинс
- Александра Мария Лара
- Хайно Ферх — майор
- Дебора Файндлей

## Производство
В ноябре 2006 Майкл Флеминг из Variety писал, что права на экранизацию романа Ирины Немировской приобрела компания Universal Pictures. Планировалось, что сценарий к фильму напишет Рональд Харвуд, до этого написавший сценарий к Пианисту. В следующем году права на роман приобрела компания Groupe TF1, а сценарий был адаптирован Солом Диббом и Мэттом Чарманом.
Съёмки фильма начались 24 июня 2013 года и закончились 2 сентября. С июля съёмки проходили во Франции в городе Марвиль департамента Мёз.
Изначально музыку к фильму должен был написать Александр Деспла, но позднее его заменил Раэль Джонс. Окончательный саундтрэк был выпущен компанией Sony Classical 13 марта 2015 года и включает музыку, написанную Джонсом, произведение для фортепиано, написанное Деспла, и песни, исполненные Люсьенн Бойе, Жозефиной Бейкер и Розитой Серрано.

## Отзывы
Фильм получил в основном положительные отзывы критиков. На сайте Rotten Tomatoes фильм имеет рейтинг 76 % на основе 29 рецензий со средним баллом 6 из 10.